# Comuna Vasîlivka, Bobrîneț
Vasîlivka (în ucraineană Василівка) este o comună în raionul Bobrîneț, regiunea Kirovohrad, Ucraina, formată din satele Bereslavka, Nîkonorivka, Novohomelske și Vasîlivka (reședința).

## Demografie
Componența lingvistică a comunei Vasîlivka
     Ucraineană (97,69%)
     Română (1,16%)
     Alte limbi (0,87%)
Conform recensământului din 2001, majoritatea populației comunei Vasîlivka era vorbitoare de ucraineană (97,69%), existând în minoritate și vorbitori de română (1,16%).